# Znaczek aluminiowy
Znaczek aluminiowy – filatelistyczna nazwa okolicznościowego znaczka pocztowego z Węgier z 1955, wydanego z okazji 20. rocznicy przemysłu aluminiowego obchodzonej w Budapeszcie podczas Międzynarodowego Kongresu Metali Kolorowych.
Drukowany był na laminacie z folii aluminiowej (grubości 0,009 mm) z cienkim papierem. Jest to pierwszy znaczek pocztowy na świecie wydany w innej formie, niż na papierze.